# Calleida terminata
Calleida terminata is een keversoort uit de familie van de loopkevers (Carabidae). De wetenschappelijke naam van de soort werd in 1876 als Callida terminata gepubliceerd door Charles Owen Waterhouse.